# Lhůta
Lhůta é uma comuna checa localizada na região de Plzeň, distrito de Plzeň-město.